# 3807-es mellékút (Magyarország)
A 3807-es számú mellékút egy bő 20 kilométeres hosszúságú, négy számjegyű mellékút Borsod-Abaúj-Zemplén vármegye keleti peremén; a Bodrogköz magyarországi részének legészakibb fekvésű, közvetlenül a szlovák határ mellett elhelyezkedő településeit kapcsolja össze egymással.

## Nyomvonala
A 381-es főútból ágazik ki, annak a 24+150-es kilométerszelvénye közelében, Pácin és Nagyrozvágy határán, keleti irányban. Előbbi települést ennél jobban nem is érinti, Nagyrozvágy határai közt folytatódik, melynek lakott területét majdnem pontosan 3 kilométer után éri el. A belterületen Temető utca, majd Fő utca a települési neve, s a központban – mintegy 3,8 kilométer megtétele után – kiágazik belőle észak felé a 38 122-es számú mellékút, amely a szlovákiai Nagygéres (Veľký Horeš) irányába vezet.
Valamivel kevesebb, mint 4,5 kilométer után hagyja el Nagyrozvágy legkeletibb házait, s ott szinte azonnal át is lép a következő község, Kisrozvágy területére, melynek lakott részein körülbelül az 5. és 6. kilométerei között húzódik végig, előbb a Tulipán utca, majd a Dózsa György utca nevet viselve. Semjén a következő települése, melynek első házait 7,2 kilométer után éri el; a belterületen itt több nagyobb irányváltása is van, ami9nek megfelelően a helyi elnevezése is többször változik – előbb itt is Dózsa György utca, majd Ady Endre utca, Kossuth Lajos utca, végül pedig Petőfi Sándor utca néven húzódik. Közben, a falu központjának keleti részén kiágazik belőle délnek a 3808-as út, Ricse felé.
9,5 kilométer után szeli át Lácacséke határát, e községben előbb Cséke településrészen halad végig, Csékei utca néven, majd a 11. kilométere táján éri el Láca településrész nyugati szélét, ahol a Fő utca nevet veszi fel. A 12. kilométere közelében lép ki a belterületről, de előtte még kiágazik belőle dél-délkelet felé a 38 121-es számú mellékút, amely a különálló – Lácától mintegy 3,5 kilométerre fekvő – Monyha falurészbe vezet.
12,8 kilométer után már Dámóc határai között halad, e helység belterületét a 14. kilométere után éri el, ahol szintén a Fő utca nevet viseli. A 17. kilométerénél lép ki a viszonylag hosszan elnyúlt faluból, majd kevéssel ezután kiágazik belőle dél felé a Révleányvárra vezető 3809-es út. 18,2 kilométer megtételét követően Zemplénagárd területén folytatódik, ahol hamarosan beér a lakott területek közé – helyi neve itt is Fő utca – majd kiágazik belőle északkelet felé a 38 124-es számú mellékút, a szlovákiai Nagytárkány (Veľké Trakany) irányába. Itt éles irányváltással délkeletnek fordul és a település központját elérve véget is ér. Ugyanott található a 3804-es út végpontja is, valamint ott ágazik ki a 38 308-as számú mellékút is, amely a Tisza tuzséri kompjához vezet.
Teljes hossza, az országos közutak térképes nyilvántartását szolgáló kira.kozut.hu adatbázisa szerint 20,775 kilométer.

## Települések az út mentén
- (Pácin)
- Nagyrozvágy
- Kisrozvágy
- Semjén
- Lácacséke
- Dámóc
- Zemplénagárd

## Története
A Kartográfiai Vállalat 1990-es kiadású Magyarország autóatlasza teljes hosszában kiépített, pormentes útként tünteti fel.